# Фернандо Котонер и Чакон
Фернандо Котонер и Чакон Манрике де Лара-и-Деспуиг (исп. Fernando Cotoner y Chacón Manrique de Lara y Despuig; 17 января 1817, Пальма-де-Майорка — 16 июня 1888, Барселона) — 1-й маркиз де Ла-Сения (с 1871), испанский либеральный политик, известный солдат в карлистских войнах, колониальный губернатор Пуэрто-Рико, военный министр и директор гражданской гвардии.

## Биография
Родился 17 января 1817 года в Пальма-де-Майорка. Сын Хосе Котонера и Деспуча, 4-го маркиза де Ариани (1773—1846), и Марии де лас Мерседес Чакон-Манрике де Лара и Нетт (р. 1784), дочери Фернандо Чакона-Манрике де Лара и Котонера и Марии Хосефы Нетт Феррандель и Вери.
Он поступил в военное училище кадетом в 1825 году. Он был капитаном пехоты, когда в 1833 году разразилась первая карлистская война, в этом чине он участвовал в многочисленных военных действиях в Стране Басков, будучи несколько раз раненым; в 1840 году, в должности бригадира, он действовал в Валенсии и Каталонии. В конце войны он вернулся на Майорку, чтобы возглавить казармы Puigpuñent. Во время беспорядков 1843 года участвовал в обороне Мадрида и был назначен командующим Галисией; его выступление там принесло ему повышение до чина маршала.
Он был избран депутатом от Балеарских островов на выборах 1843, 1844 и 1846 годов. В апреле 1847 года он был назначен генерал-капитаном Бургоса, а в июне — Балеарских островов.
Правительство О’Доннелла назначило его генерал-капитаном Пуэрто-Рико в 1856 году, где он руководил дисциплинарным корпусом милиции, продвигал общественные работы, основывал новые города (такие как Сан-Фернандо-де-ла-Каролина), заменил старую валюту и улучшил защиту колонии. Вернувшись в Испанию в 1862 году, он был назначен генерал-капитаном Арагона, а в феврале 1863 года — Каталонии.
С 1872 по 1874 год он дважды был генеральным директором пехоты и исполнял обязанности военного министра с 29 июня по 3 сентября 1874 года, в то время как генерал Серрано и министр Хуан де Завала руководили операциями на севере против карлистов. После увольнения в отставку в связи с отставкой начальника портфеля его приняло Главное управление Гражданской гвардии, должность в которой он оставался до 21 января 1882 года. В том же году он ушел в запас Генерального штаба, а король Альфонсо XII пожаловал титул маркиз де Ла-Сения, полученный им в 1871 году, в гранды Испании. С 1885 по 1887 год он был генеральным директором Cuerpo y Cuartel de Invalidos.
Он был сенатором в 1853, 1857 и 1863—1864 годах, сенатором от Балеарских островов в законодательном собрании 1876—1877 годов и пожизненным сенатором с 10 апреля 1877 года. Он также был членом Высшего совета по сельскому хозяйству. из Испании, джентльмен в одежде Калатравы и джентльмен Палаты Его Величества с упражнениями.
Он также выделялся как виноградарь, производя мальвазию у себя на родине, которая получала награды на различных международных винных выставках.

## Семья
В 1837 году он женился на Франсиске де Альендесалазар-и-Лоизага (1818 — 26 мая 1890), дочери Николаса Альендесалазара и Зубальдеа, 2-го графа де Монтефуэрте (1758—1844), и Марии Анны де Лоизага и Бильдосола (1786—1834), Его супруга Франсиска была дамой Ордена благородных дам королевы Марии Луизы и членом баскской знати. У супругов было трое детей:
- Николас Котонер и Альендесалазар (1847—1897), 2-й маркиз де Ла-Сения, его преемник в дворянских титулах;
- Хосе Котонер и Альендесалазар (1848—1927)
- Мануэль Котонер и Альендесалазар (р. 1851)

## Титулы и должности
За свои многочисленные военные действия он был награжден Орденом крестом Святого Фернандо и был кавалером Ордена Изабеллы Католической, кавалером ордена Сан-Херменегильдо и кавалером Большого креста ордена Карлоса III. К титулу маркиза Ариани, унаследованному от его предшественников, он добавил титул маркиза де Ла-Сениа, пожалованный королем Амадео I в 1871 году и увеличенный до звания гранда Испании Альфонсо XII в 1882 году.
- Большой крест Королевского и выдающегося ордена Карлоса III (Испания)
- Рыцарь Королевского ордена Изабеллы Католической (Испания)
- Рыцарь Королевского и военного ордена Сан-Фернандо (Испания)
- Рыцарь ордена Сан-Эрменехильдо (Испания)
- Рыцарь Ордена Калатравы (Испания)
- Рыцарь Ависа (Португалия)